# 宝光院 (松戸市)
宝光院（ほうこういん）は、千葉県松戸市にある真言宗豊山派の寺院。詳名は梅牛山宝光院林泉寺。江戸時代の剣豪千葉周作ゆかりの寺。松戸四国八十八ヶ所弘法大師霊場でお遍路体験ができる寺として知られる。1935年（昭和10年）に京成電鉄と沿線の寺院によって開創された東三十三ヶ所観音霊場の第12番札所でもある。

## 歴史
松戸村（現在の松戸市）に寺院が建立され始めるのは1609年（慶長14年）ころからで、集落として体裁が整った慶安期1651年頃までには宝光院含め七カ寺院が次々と建立された。1855年（安政2年）10月2日に安政江戸地震にて本堂・鎮守拝殿・鳥居・末社等残らず潰失した。
宝光院は、明治期まで御嶽権現（現在の松戸神社）の別当寺であった。この寺院で出家した高城義海は、幕末期に社殿の造営にあたり、後には護国寺、長谷寺、室生寺の住職を務めて明治期の高僧として知られた。

## 境内
境内には、 四国八十八箇所を巡ることができない者でも同様の効果を得ることができるとされる「四国八十八ヵ所御砂踏み霊場」がある。この霊場は、江戸川周辺地域の人々により、明治40(1907)年に松戸向山に開設された。その後、開発により、霊場は宝光院境内に再興された。
千葉周作の父千葉忠左衛門の墓および周作が師事した一刀流中西派の浅利又七郎の墓も境内にある。周作は若き日にこの寺院の門前に住んでいて、浅利道場に通って日夜剣の修行に励んだといわれる。

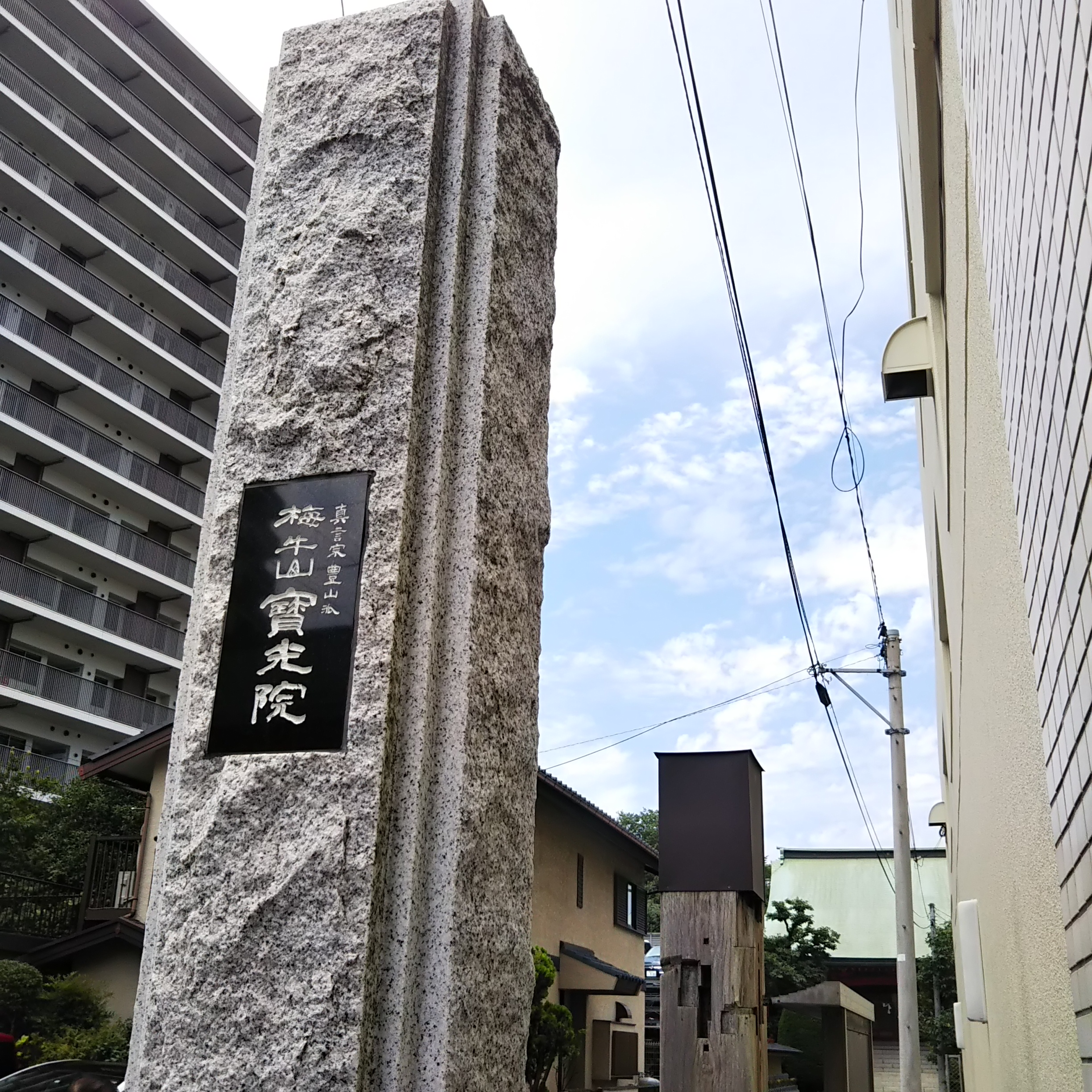
宝光院の門柱
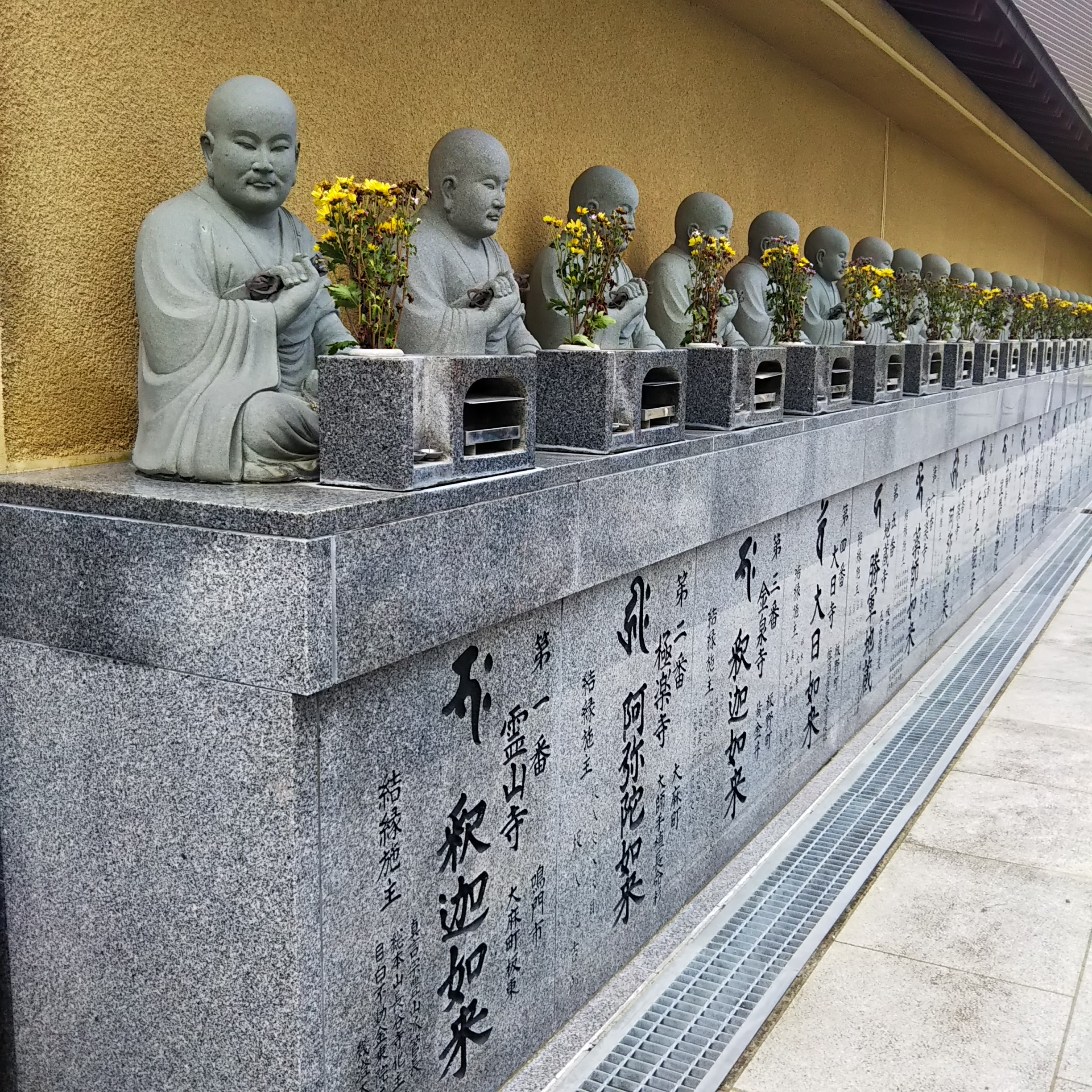
弘法大師ご尊像
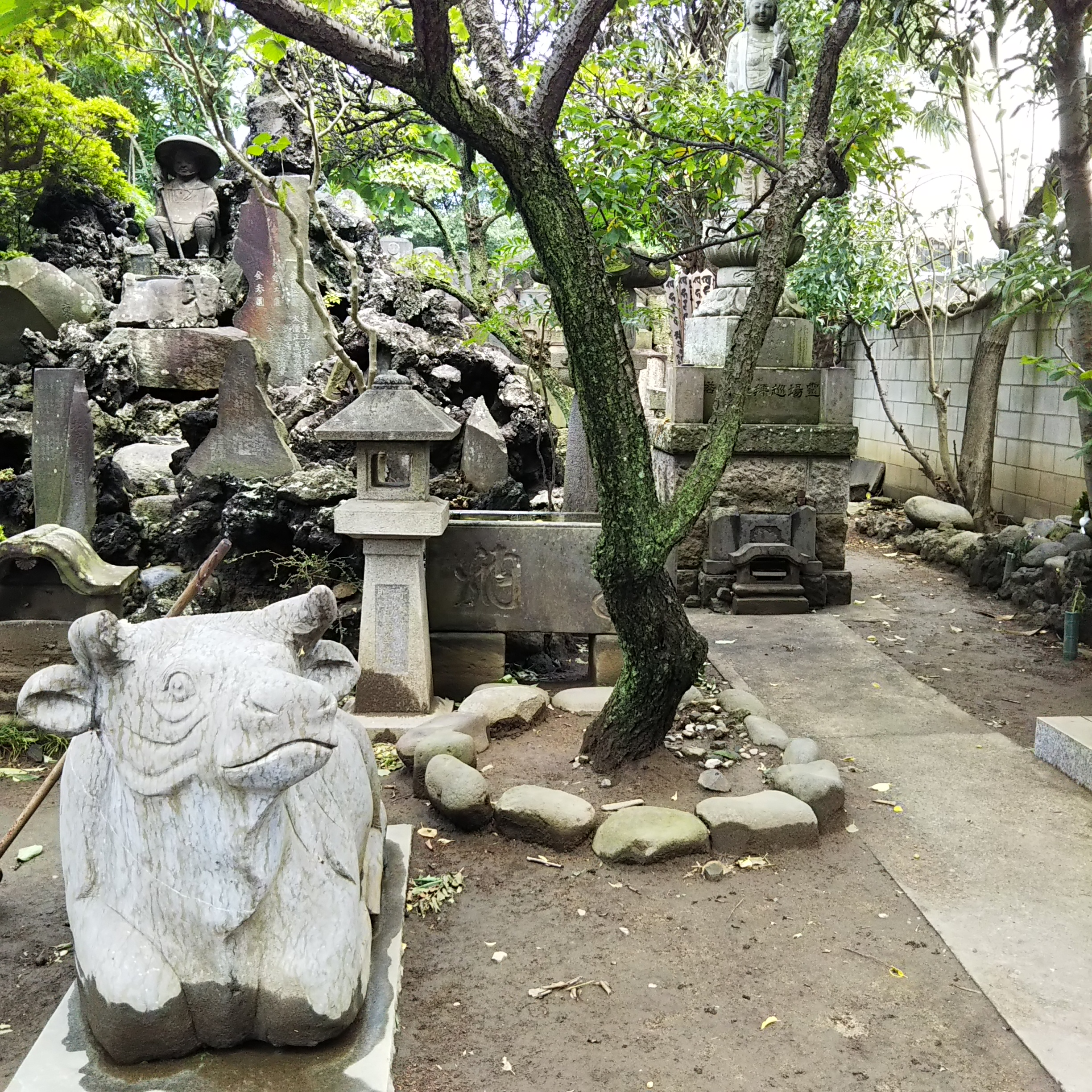
梅牛山にちなんだ牛の石像と梅

## 交通
- 鉄道
  - JR常磐線・京成松戸線松戸駅下車 西口より徒歩約10分[7]（経路案内）